# Diocesi di Huejutla
La diocesi di Huejutla (in latino: Dioecesis Hueiutlensis) è una sede della Chiesa cattolica in Messico suffraganea dell'arcidiocesi di Tulancingo. Nel 2023 contava 511.220 battezzati su 599.110 abitanti. È retta dal vescovo José Hiraís Acosta Beltrán.

## Territorio
La diocesi comprende 24 comuni dello stato messicano di Hidalgo.
Sede vescovile è la città di Huejutla de Reyes, dove si trova la cattedrale di Sant'Agostino.
Il territorio si estende su 6.014 km² ed è suddiviso in 46 parrocchie.

## Storia
La diocesi è stata eretta il 24 novembre 1922 con la bolla Inter negotia di papa Pio XI, ricavandone il territorio dalla diocesi di Tulancingo (oggi arcidiocesi), e in parte minore dalle diocesi di Tamaulipas e di San Luis Potosí. Originariamente era suffraganea dell'arcidiocesi di Puebla de los Ángeles.
Il 27 novembre 1960 e il 9 giugno 1962 ha ceduto porzioni del suo territorio a vantaggio dell'erezione rispettivamente delle diocesi di Ciudad Valles e di Tuxpan.
Il 25 novembre 2006 è entrata a far parte della provincia ecclesiastica di Hidalgo, come suffraganea dell'arcidiocesi di Tulancingo.

## Cronotassi dei vescovi
Si omettono i periodi di sede vacante non superiori ai 2 anni o non storicamente accertati.
- José de Jesús Manríquez y Zárate † (11 dicembre 1922 - 1º luglio 1939 dimesso)[2])
- Manuel Jerónimo Yerena y Camarena † (17 luglio 1940 - 19 agosto 1963 dimesso)[3])
- Bartolomé Carrasco Briseño † (19 agosto 1963 - 18 maggio 1967 nominato vescovo ausiliare di Antequera[4])
- Sefafín Vásquez Elizalde † (16 marzo 1968 - 2 dicembre 1977 nominato vescovo di Ciudad Guzmán)
- Juan de Dios Caballero Reyes (11 luglio 1978 - 18 novembre 1993 dimesso)
- Salvador Martínez Pérez † (24 giugno 1994 - 12 marzo 2009 ritirato)
- Salvador Rangel Mendoza, O.F.M. (12 marzo 2009 - 20 giugno 2015 nominato vescovo di Chilpancingo-Chilapa)
- José Hiraís Acosta Beltrán, dal 28 gennaio 2016

## Statistiche
La diocesi nel 2023 su una popolazione di 599.110 persone contava 511.220 battezzati, corrispondenti all'85,3% del totale.
| anno | popolazione | popolazione | popolazione | presbiteri | presbiteri | presbiteri | presbiteri                | diaconi | religiosi | religiosi | parrocchie |
| anno | battezzati  | totale      | %           | numero     | secolari   | regolari   | battezzati per presbitero | diaconi | uomini    | donne     | parrocchie |
| ---- | ----------- | ----------- | ----------- | ---------- | ---------- | ---------- | ------------------------- | ------- | --------- | --------- | ---------- |
| 1950 | 332.500     | 350.000     | 95,0        | 15         | 15         |            | 22.166                    |         |           |           | 26         |
| 1966 | 270.000     | 276.173     | 97,8        | 62         | 60         | 2          | 4.354                     |         |           | 31        | 28         |
| 1970 | 245.000     | 250.000     | 98,0        | 60         | 60         |            | 4.083                     |         |           | 46        | 21         |
| 1976 | 309.180     | 331.264     | 93,3        | 56         | 52         | 4          | 5.521                     |         | 4         | 60        | 28         |
| 1980 | 336.000     | 362.000     | 92,8        | 57         | 53         | 4          | 5.894                     |         | 4         | 60        | 28         |
| 1990 | 435.000     | 450.500     | 96,6        | 99         | 91         | 8          | 4.393                     |         | 8         | 85        | 35         |
| 1999 | 480.650     | 510.975     | 94,1        | 87         | 81         | 6          | 5.524                     |         | 6         | 83        | 38         |
| 2000 | 481.430     | 511.850     | 94,1        | 84         | 75         | 9          | 5.731                     |         | 9         | 83        | 38         |
| 2001 | 486.560     | 512.785     | 94,9        | 85         | 75         | 10         | 5.724                     |         | 10        | 65        | 38         |
| 2002 | 512.140     | 515.990     | 99,3        | 82         | 73         | 9          | 6.245                     |         | 9         | 76        | 38         |
| 2004 | 494.205     | 522.135     | 94,7        | 92         | 84         | 8          | 5.371                     |         | 8         | 61        | 38         |
| 2006 | 497.300     | 524.180     | 94,9        | 94         | 86         | 8          | 5.290                     |         | 8         | 60        | 38         |
| 2013 | 547.000     | 557.000     | 98,2        | 98         | 91         | 7          | 5.581                     |         | 7         | 62        | 47         |
| 2016 | 512.752     | 596.500     | 86,0        | 98         | 90         | 8          | 5.232                     |         | 8         | 62        | 44         |
| 2019 | 512.752     | 596.500     | 86,0        | 102        | 102        |            | 5.026                     |         | 3         | 50        | 44         |
| 2021 | 511.450     | 598.270     | 85,5        | 110        | 110        |            | 4.649                     |         | 3         | 49        | 44         |
| 2023 | 511.220     | 599.110     | 85,3        | 122        | 111        | 11         | 4.190                     |         | 14        | 50        | 46         |